# Edition Outbird
Die Edition Outbird ist ein unabhängiger deutscher Verlag mit Sitz in Gera. Das Verlagsprogramm umfasst Romane, Novellen, Erzählungen und Lyrikbände. Viele Autoren haben ihre Wurzeln in Subkulturen wie der Gothic- und Punkszene.

## Der Verlag
Edition Outbird wurde 2016 von Tristan Rosenkranz gegründet. Der Name setzt sich aus den englischen Wörtern „Freebird“ und „Outsider“ zusammen. Rosenkranz, der zuvor selbst mehrere Bücher veröffentlicht und herausgegeben hatte, u. a. beim Leipziger Verlag Edition PaperONE, konnte durch die Zusammenarbeit Kontakte zu späteren Autoren der Edition Outbird knüpfen.
Der Verlag setzt sich für die Stärkung alternativer Lesebühnenkultur und unabhängiger Literatur und Verlage ein. Er ist Mitglied des Thüringer Literaturrat e.V., des Lesezeichen e.V., des Schöne Bücher Netzwerk sowie Fördermitglied des Phantastik-Autoren-Netzwerk e.V.
Im September 2024 war Rosenkranz zu Gast im Sachsen Fernsehen und wurde von Volly Tanner interviewt.

## Autoren und Veröffentlichungen (Auswahl)
Einer der ersten Autoren, die bei der Edition Outbird veröffentlichten, war der Schriftsteller M. Kruppe. Es folgten Mitwirkende der ehemaligen Edition PaperONE wie Michael Schweßinger und Hauke von Grimm sowie Klaus Märkert. Weitere Autorinnen und Autoren sind u. a. Alexander Nym, Alexander Pfeiffer, Arne Ulbricht, Benjamin Schmidt, Christian Mahlow, Christian von Aster, Dirk Bernemann, Dirk-Boris Rödel, Dominique M. Täger, Michael Haas, Feline Lang, Florentine Joop, Holger Much, Ingo Munz, Joachim Sohn, Luci van Org, Michael J. J. Kogler, Mona Krassu, Myk Jung, Peter Wawerzinek, Pia Lüddecke, Roland Adelmann, Roland Spranger, Stefan B. Meyer, Tom Hohlfeld, Ulrike Serowy und Jan Off.
In der Edition Outbird wurde 2019 „Kopfkino“ der Herausgeberin Corina Gutmann veröffentlicht, in dem Häftlinge literarisch zu Wort kommen. Die Wissenschaftler Katharina Heinrichs und Jörg Vögele gaben 2022 das Werk „Sein oder Nichtsein – Suizid in Wissenschaft und Kunst“ heraus, das Beiträge zum Thema Suizid aus der Perspektive von Wissenschaftlerinnen und Wissenschaftlern, von Kunstschaffenden und von Betroffenen bündelt. Das von Alexander Nym herausgegebene Buch „Reden an die Europäische Nation / Weapons Of Mass Instruction“ (2023) ist eine zweisprachige Textsammlung des slowenischen, um die Band Laibach formierten Künstlerkollektivs „NSK“-Staat.
Die Veröffentlichungen der Edition Outbird weisen oftmals Einflüsse des Surrealismus und der schwarzen Romantik auf. Wiederkehrende Motive sind Nonkonformismus, Freiheitsstreben, innere Gefühlswelten und das Sichtbarmachen von Verdrängtem. Besonders bekannt sind sie in der schwarzen Szene, wie beispielsweise „Das Licht im Dunkeln“ (2021) von Holger Much, „Und wenn wir nicht gestorben sind … (Bruderherz)“ (2023) von Florentine Joop und Holger Much, „Wir Fünf und ich und die Toten“ (2023) von Luci van Org sowie Klaus Märkerts und M. Kruppes Veröffentlichungen.
Auch inklusive Themen werden in den Büchern behandelt. Neben Literatur werden auch Kunstdrucke und Musik-Compilations veröffentlicht.